# برسطن
بَرِسْطُن مدينة بريطانية، تقع في إقليم شمال غرب إنجلترا. تقع على الضفة الشمالية لنهر ريبل. تعتبر المدينة المركز الإداري لمقاطعة لنكشر، إنجلترا، حصلت منطقة الحكومة المحلية لمدينة برسطن على وضع المدينة في عام 2002  م، لتصبح المدينة الخمسين في إنجلترا في العام الخمسين من عهد الملكة إليزابيث الثانية. يبلغ عدد سكان برسطن 114 300 نسمة، ومنطقة مدينة برسطن 132000 ومنطقة مدينة برسطن العمرانية 313 322 نسمة. بلغ عدد سكان برسطن المسافرون إلى منطقة العمل، في عام 2011  م، 420 661 نسمة، مقارنة بـ 354 000 نسمة في الإحصاء السابق.

## أصل التسمية
سُجل اسم برسطن في كتاب يوم القيامة باسم Prestune في 1086. وُجدت تهجئات أخرى مختلفة في الوثائق المبكرة: برسطنام (1094)، Prestone (1160)، برسطنا (1160)، Presteton (1180)، Prestun (1226). التهجئة الحديثة كُتبت في 1094، 1176، 1196، 1212 و1332. اسم المدينة مشتق من الكلمات الإنجليزية القديمة Presta وtun. tun (ضميمة، مزرعة، قرية، عزبة، حوزة) و(Presta).

## الجغرافيا

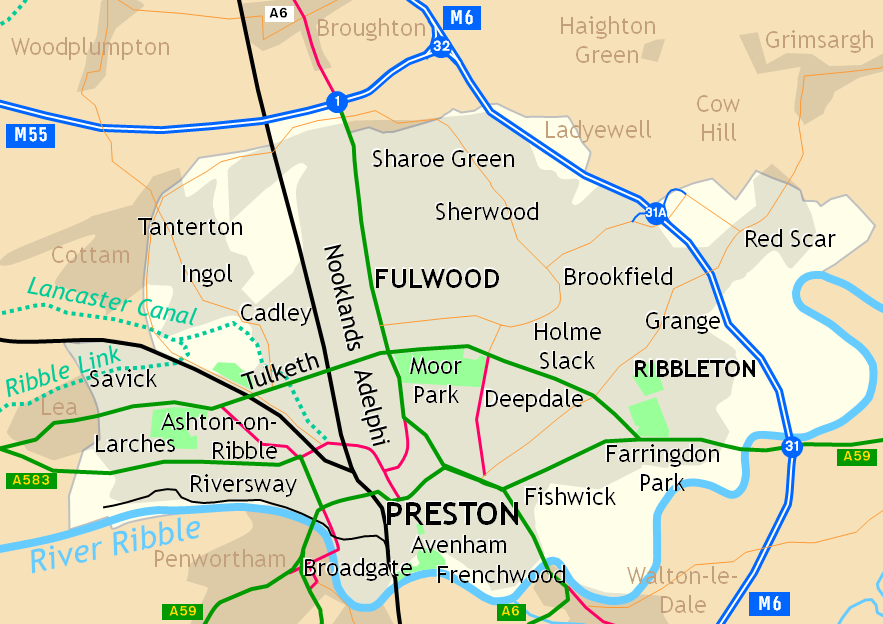
مناطق برسطن

يوفر نهر ريبل الحدود الجنوبية للمدينة. تشكل غابة بولند خلفية لبرسطن إلى الشمال الشرقي بينما تقع فيلدي إلى الغرب. تقع برسطن في الاحداثيات 53°45′N 2°42′W / 53.750°N 2.700°W، حوالي 27 ميل (43 كـم) شمال غرب منشستر، 26 ميل (42 كـم) شمال شرق ليفربول و15 ميل (24 كـم) شرق مدينة بلكبول الساحلية.
دخلت الحدود الحالية حيز التنفيذ في 1 أبريل 1974، عندما دمج قانون الحكومة المحلية لعام 1972  م مقاطعة قصبة برسطن الحالية مع مقاطعة فولوود الحضرية منطقةً لا مثيل لها داخل قصبة برسطن. صُنفت برسطن جزءً من مدينة سنترال لنكشر الجديدة في عام 1970  م.

### المناخ
مناخ برسطن من النوع البحري المعتدل، مع نطاق ضيق من درجات الحرارة، على غرار بقية الجزر البريطانية. كونها قريبة نسبيًا من البحر الأيرلندي، فهي أكثر وضوحًا من المناطق الواقعة في جنوب وشرق برسطن. تقع محطة الأرصاد الجوية الرسمية Met Office في مور بارك، على بعد أقل من 1 ميل (1.6 كـم) شمال وسط المدينة، وتحيط به مناطق عمرانية، مما يشير إلى احتمال وجود درجة من الاحترار الحضري، خاصة خلال الليالي الصافية والهادئة.
وكان أعلى درجة حرارة سُجلت في محطة الأرصاد الجوية هي 33.1 °م (91.6 °ف) خلال أغسطس 1990. في السنة النموذجية تصل حرارة أدفأ يوم إلى 27.6 °م (81.7 °ف) ولمدة 5.9 يوم إجمالاً تبلغ درجة حرارة قصوى 25.1 °م (77.2 °ف) أو أكثر. في أكتوبر 2011، سجلت درجة حرارة قياسية جديدة بلغت 26.9 درجة مئوية.
الحد الأدنى المطلق هو −13.3 °م (8.1 °ف)، سُجل خلال فبراير 1969. في السنة القياسية (النموذجية)، تنخفض درجة حرارة أبرد ليلة إلى −6.8 °م (19.8 °ف)، ولمدة 40.2 ليلة وتتلقى صقيعًا هوائيًا. كانت أدنى درجة حرارة في السنوات الأخيرة −9.2 °م (15.4 °ف) خلال ديسمبر 2010.
إجمالي هطول الأمطار السنوي أقل بقليل من 1000 ملم في السنة، مع أكثر من 1 مم لهطول الأمطار على 150 يومًا. تشير جميع المتوسطات إلى الفترة 1971-2000.

في أكتوبر 2014، صُنفت برسطن رسميًا على أنها «أكثر المدن رطوبة في إنجلترا»، وثالث أكثر المدن رطوبة في المملكة المتحدة بعد كارديف وجلاسكو. كما صُنفت على أنها «أكثر المدن كآبة في إنجلترا»، حيث تحصل على ساعات أقل من أشعة الشمس في السنة مقارنة بأي مدينة أو بلدة إنجليزية أخرى. ومع ذلك، في مارس 2018، ذكرت صحيفة لنكشر المسائية (Lancashire Evening Post) أن برسطن فقدت «مكانة المدينة الرطبة» لصالح بلدة لنكستر المجاورة.
| البيانات المناخية لـبريستون مور بارك, ارتفاع 33 م, 1971–2000, القصوى 1960–2005 | البيانات المناخية لـبريستون مور بارك, ارتفاع 33 م, 1971–2000, القصوى 1960–2005 | البيانات المناخية لـبريستون مور بارك, ارتفاع 33 م, 1971–2000, القصوى 1960–2005 | البيانات المناخية لـبريستون مور بارك, ارتفاع 33 م, 1971–2000, القصوى 1960–2005 | البيانات المناخية لـبريستون مور بارك, ارتفاع 33 م, 1971–2000, القصوى 1960–2005 | البيانات المناخية لـبريستون مور بارك, ارتفاع 33 م, 1971–2000, القصوى 1960–2005 | البيانات المناخية لـبريستون مور بارك, ارتفاع 33 م, 1971–2000, القصوى 1960–2005 | البيانات المناخية لـبريستون مور بارك, ارتفاع 33 م, 1971–2000, القصوى 1960–2005 | البيانات المناخية لـبريستون مور بارك, ارتفاع 33 م, 1971–2000, القصوى 1960–2005 | البيانات المناخية لـبريستون مور بارك, ارتفاع 33 م, 1971–2000, القصوى 1960–2005 | البيانات المناخية لـبريستون مور بارك, ارتفاع 33 م, 1971–2000, القصوى 1960–2005 | البيانات المناخية لـبريستون مور بارك, ارتفاع 33 م, 1971–2000, القصوى 1960–2005 | البيانات المناخية لـبريستون مور بارك, ارتفاع 33 م, 1971–2000, القصوى 1960–2005 | البيانات المناخية لـبريستون مور بارك, ارتفاع 33 م, 1971–2000, القصوى 1960–2005 |
| الشهر                                                                          | يناير                                                                          | فبراير                                                                         | مارس                                                                           | أبريل                                                                          | مايو                                                                           | يونيو                                                                          | يوليو                                                                          | أغسطس                                                                          | سبتمبر                                                                         | أكتوبر                                                                         | نوفمبر                                                                         | ديسمبر                                                                         | المعدل السنوي                                                                  |
| ------------------------------------------------------------------------------ | ------------------------------------------------------------------------------ | ------------------------------------------------------------------------------ | ------------------------------------------------------------------------------ | ------------------------------------------------------------------------------ | ------------------------------------------------------------------------------ | ------------------------------------------------------------------------------ | ------------------------------------------------------------------------------ | ------------------------------------------------------------------------------ | ------------------------------------------------------------------------------ | ------------------------------------------------------------------------------ | ------------------------------------------------------------------------------ | ------------------------------------------------------------------------------ | ------------------------------------------------------------------------------ |
| الدرجة القصوى °م (°ف)                                                          | 14.1 (57.4)                                                                    | 16.2 (61.2)                                                                    | 22.2 (72.0)                                                                    | 24.0 (75.2)                                                                    | 27.3 (81.1)                                                                    | 30.6 (87.1)                                                                    | 31.0 (87.8)                                                                    | 33.1 (91.6)                                                                    | 26.8 (80.2)                                                                    | 23.6 (74.5)                                                                    | 18.4 (65.1)                                                                    | 15.6 (60.1)                                                                    | 33.1 (91.6)                                                                    |
| متوسط درجة الحرارة الكبرى °م (°ف)                                              | 6.9 (44.4)                                                                     | 7.3 (45.1)                                                                     | 9.4 (48.9)                                                                     | 12.0 (53.6)                                                                    | 15.6 (60.1)                                                                    | 17.7 (63.9)                                                                    | 19.8 (67.6)                                                                    | 19.5 (67.1)                                                                    | 16.8 (62.2)                                                                    | 13.4 (56.1)                                                                    | 9.7 (49.5)                                                                     | 7.7 (45.9)                                                                     | 13.0 (55.4)                                                                    |
| متوسط درجة الحرارة الصغرى °م (°ف)                                              | 1.7 (35.1)                                                                     | 1.9 (35.4)                                                                     | 3.1 (37.6)                                                                     | 4.5 (40.1)                                                                     | 7.1 (44.8)                                                                     | 10.0 (50.0)                                                                    | 12.2 (54.0)                                                                    | 12.1 (53.8)                                                                    | 9.9 (49.8)                                                                     | 7.3 (45.1)                                                                     | 4.0 (39.2)                                                                     | 2.4 (36.3)                                                                     | 6.4 (43.5)                                                                     |
| أدنى درجة حرارة °م (°ف)                                                        | −11.1 (12.0)                                                                   | −13.3 (8.1)                                                                    | −9.4 (15.1)                                                                    | −4.5 (23.9)                                                                    | −2.3 (27.9)                                                                    | 0.6 (33.1)                                                                     | 4.4 (39.9)                                                                     | 2.8 (37.0)                                                                     | −0.5 (31.1)                                                                    | −5.2 (22.6)                                                                    | −6.7 (19.9)                                                                    | −12.8 (9.0)                                                                    | −13.3 (8.1)                                                                    |
| الهطول مم (إنش)                                                                | 93.83 (3.69)                                                                   | 63.66 (2.51)                                                                   | 79.11 (3.11)                                                                   | 52.08 (2.05)                                                                   | 58.79 (2.31)                                                                   | 73.51 (2.89)                                                                   | 65.40 (2.57)                                                                   | 86.51 (3.41)                                                                   | 92.00 (3.62)                                                                   | 113.78 (4.48)                                                                  | 103.86 (4.09)                                                                  | 112.02 (4.41)                                                                  | 997.99 (39.29)                                                                 |
| متوسط الأيام المثلجة                                                           | 2                                                                              | 2                                                                              | 1                                                                              | 1                                                                              | 0                                                                              | 0                                                                              | 0                                                                              | 0                                                                              | 0                                                                              | 0                                                                              | 1                                                                              | 2                                                                              | 9                                                                              |
| المصدر: KNMI                                                                   |                                                                                |                                                                                |                                                                                |                                                                                |                                                                                |                                                                                |                                                                                |                                                                                |                                                                                |                                                                                |                                                                                |                                                                                |                                                                                |

## السكان

### الدين

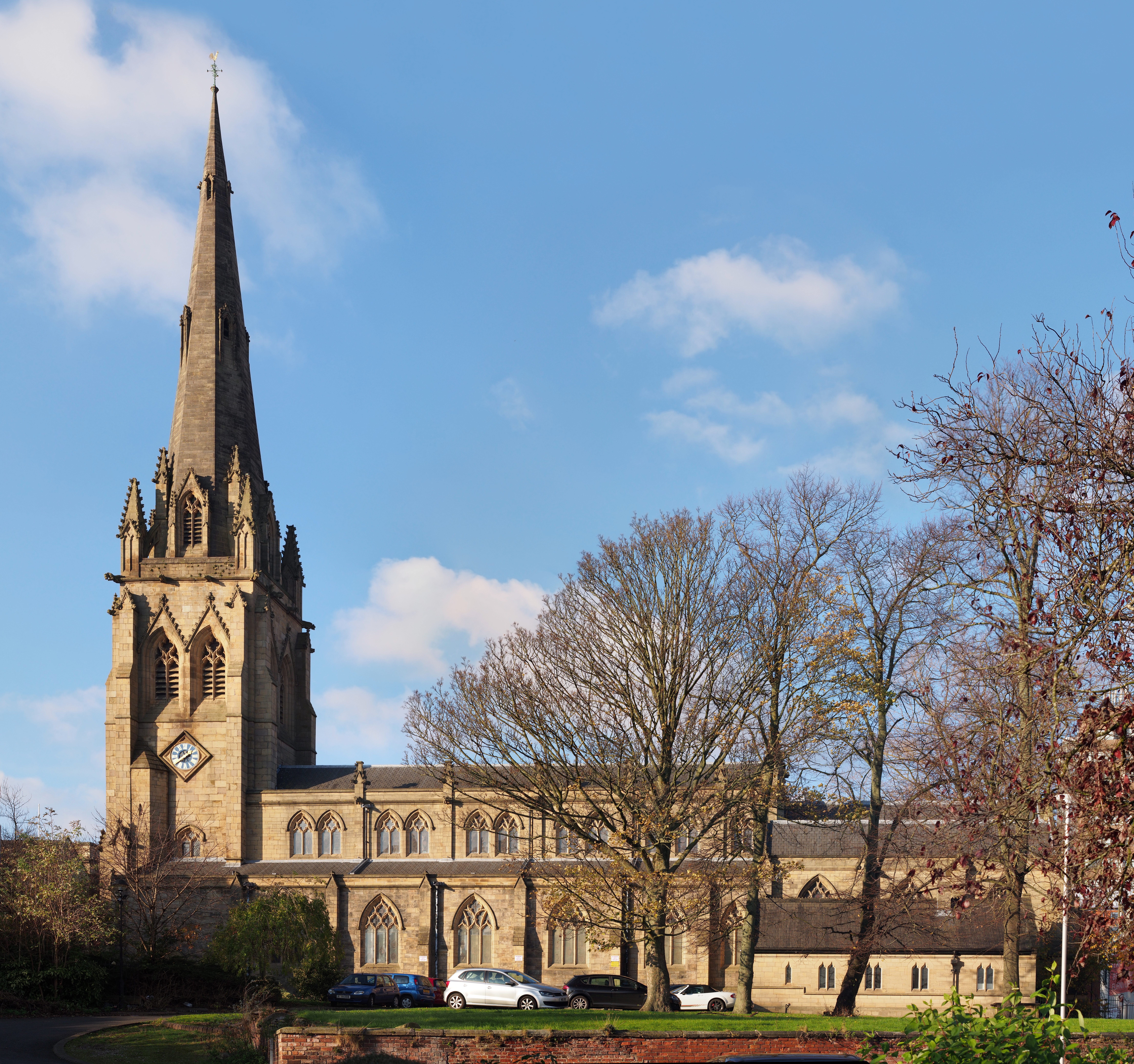
سانت جون مينستر في شارع الكنيسة

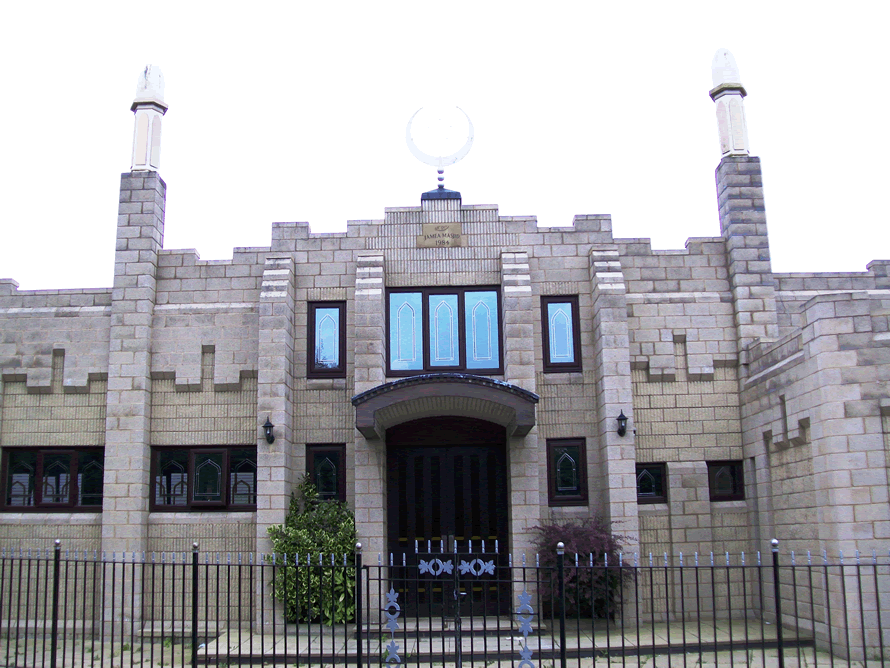
مسجد الجامع بالقرب من مركز مدينة برسطن

لدى برسطن تاريخ وتقاليد مسيحية كاثوليكية رومانية قوية، لاحظها مؤخرًا رئيس الأساقفة فنسنت نيكولز في عظة قداس نقابته لعام 2012  م: «إن تاريخ العقيدة المسيحية والكاثوليكية طويل وعميق هنا في بريستون». يأتي أحد الاشتقاقات المقترحة لاسمها من «بلدة الكهنة» . الحَمَل على درع المدينة هو صورة توراتية ليسوع المسيح، وهي نفس الصورة التي مثلت أسقف القرن السابع سانت ويلفريد، شفيع المدينة المرتبط تاريخيًا بتأسيس المدينة. يرمز "PP" الموجود على درع المدينة إلى "Princeps Pacis" (أمير السلام)، وهو لقب آخر للمسيح يستشهد به باعتباره حامي المدينة، على الرغم من أنه غالبًا ما يُفهم أيضًا أن لقب المدينة هو "Proud Preston" (برسطن الفخورة). في الواقع، كان هناك في الأصل ثلاثة أحرف "P" على شعار النبالة، مع فقدان أحدهم بمرور الوقت.
ترتبط برسطن بأبرشية الروم الكاثوليك في لنكستر والأبرشية الأنجليكانية في بلاكبيرن. هناك ما لا يقل عن 73 كنيسة ومصلى وإرسالية ودور اجتماعات، بالإضافة إلى 15 مقبرة وموقع دفن، حيث توجد سجلات لكل منها. هناك مجموعة واسعة من الطوائف ممثلة أو تم تمثيلها في المدينة بما في ذلك: الطقوس اللاتينية الكاثوليكية، المعمدانية، كريستادلفيان، التجمعية، كونتيسة ارتباط هنتنغدون، الإنجيلية، الميثودية، الخمسينية، المشيخية، سويدنبورجيان، ويسليان الميثوديست. تلتقي جمعية الأصدقاء في منزل لقاء أصدقاء برسطن في 189 شارع.
في يوليو 2016، رفع البابا فرانسيس كنيسة القديس إغناطيوس في برسطن، التي كانت قد أهدتها أبرشية لنكستر الكاثوليكية إلى المجتمع الكاثوليكي في سيرو مالابار، إلى مرتبة كاتدرائية. وهي الآن بمثابة مقر الأبرشية الكاثوليكية لمالابار السريانية لبريطانيا العظمى.
كانت كنيسة كاري المعمدانية، في شارع بول، تُعرف سابقًا باسم كنيسة القديس بولس. وقد بُنيت في عام 1826  م للميثودية الكالفينية للسيدة هنتنغتون. اشتراها المعمدانيون في عام 1855  م. مازالت الكنيسة قائمة إلى اليوم ولا تزال نشطة للغاية في المجتمع.
تقع سانت جون مينستر [الإنجليزية]، كنيسة القديس يوحنا الإنجيلي سابقًا وكنيسة أبرشية سانت ويلفريد قبل الإصلاح، في شارع تشيرش (الكنيسة) في وسط المدينة. كانت منذ بداياتها كنيسة أبرشية برسطن. تأسست كنيسة الشهيد مار جرجس الواقعة على طريق جورج عام 1723  م. تُعد سانت توماس من كانتربري والشهداء الإنجليز [الإنجليزية] إحدى كنائس الرعية الرومانية الكاثوليكية الكبيرة والنشطة وهي تقع على طريق غارستانغ (Garstang).
كانت برسطن موقعًا لأول بعثة خارجية في العالم لكنيسة يسوع المسيح لقديسي الأيام الأخيرة (المعروفة باسم المورمون). في وقت مبكر من عام 1837  م، بدأ أول مبشرين من قديسي الأيام الأخيرة إلى بريطانيا العظمى يكرزون على برسطن، وعلى وجه الخصوص، على المدن الصغيرة الأخرى الواقعة على طول نهر ريبل. برسطن هي موطن لأقدم فرع مستمر للكنيسة في العالم (جماعة صغيرة) من الكنيسة. يمكن العثور على نصب تذكاري رسمي لرواد الكنيسة في الحديقة اليابانية في حديقة أفينهام. في عام 1998  م، أقامت الكنيسة معبدًا كبيرًا في كورلي، بالقرب من برسطن، وصفته صحيفة التلغراف بأنه «مذهل». يُعرف المعبد رسميًا باسم معبد برسطن إنجلترا.
يوجد في برسطن عدد كبير من المسلمين (الفرع السني، وخاصة المذهب الحنفي)، ومعظمهم من أصل هندي غوجاراتي. يتركز السكان المسلمون في مناطق ديبديل وريفرزواي وفيشويك وفولوود وفرنشوود. يوجد في برسطن 12 مسجدًا: خمسة في ديبديل وسانت جورج وواحد في فرينشوود وواحد في ريفرزواي واثنان في أديلفي وثلاثة في فيشويك
سجل تعداد عام 2001  م أن 72٪ من سكان مدينة برسطن مسيحيون، و10٪ ليس لديهم دين، و8٪ مسلمون. السكان الهندوس والسيخ أقل بنسبة 3 ٪ و0.6 ٪ على التوالي، ولكن في كلتا الحالتين يمثل هذا أعلى نسبة من أي منطقة سلطة محلية في الشمال الغربي. ولد 2٪ من سكان المدينة في دول الاتحاد الأوروبي الأخرى. على الرغم من أن عدد قديسي الأيام الأخيرة لا يزال صغيراً في برسطن، إلا أنهم يحتفظون بظهور قوي.
يوجد في برسطن أماكن عبادة للأشخاص من مجموعة متنوعة من الأديان، بما في ذلك كنائس العديد من الطوائف المسيحية. هناك أيضًا أماكن عبادة للبوذيين والهندوس والمسلمين وشهود يهوه وقديسي الأيام الأخيرة والسيخ وجيش الخلاص وآخرون. كانت برسطن أيضًا موطنًا لمعبد يهودي أشكنازي أرثوذكسي في أفينهام بليس، تأسس عام 1882  م، ولكن أُغلق في منتصف الثمانينيات.

## الرياضة

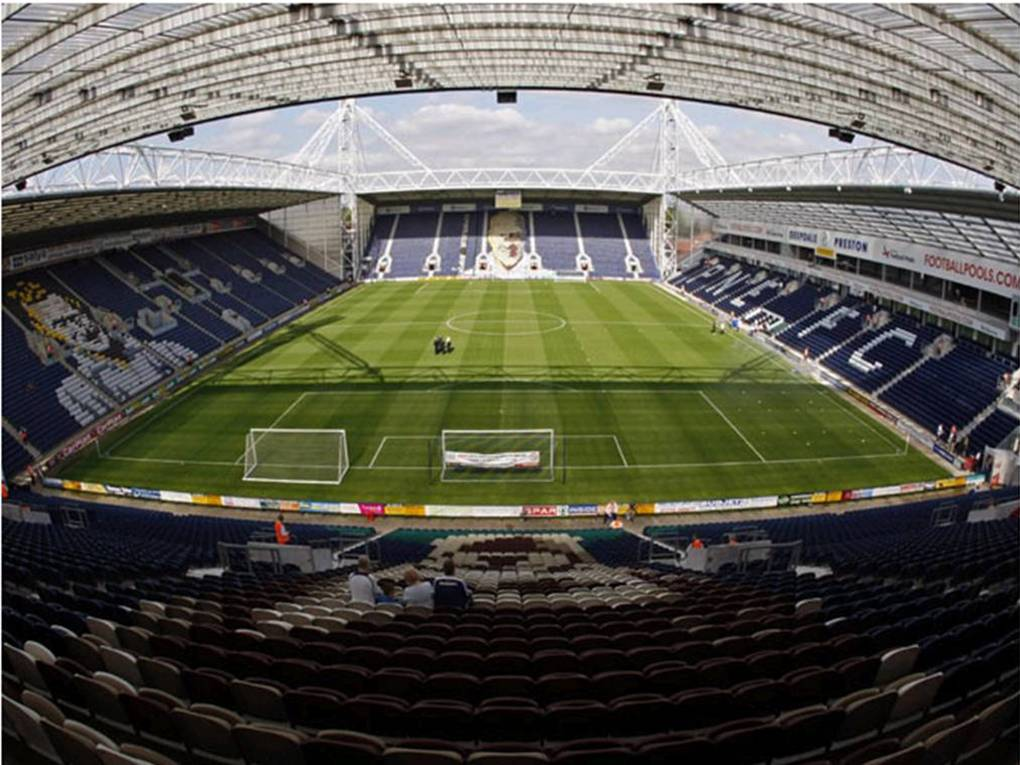
ملعب ديبديل، موطن نادي بريستون نورث إيند

الفريق الأول لهذه المدينة يعتبر وبطريقةٍ ما فريقاً تاريخياً حيث انه أول فريق في التاريخ يفوز ببطولة دوري رسمية ومحلية وكان ذلك في مواسم 1888/1889 و1889/1890 حيث فاز ببطولة الدوري الإنجليزي المسمى حالياً الدوري الإنجليزي الممتاز وكانت تلك اخر مرة يفوز بها في تاريخه..

## توأمة
لبرستون اتفاقيات توأمة مع كل من:
- كاليش
- ركلنهاوزن
- نيم (1955 -)

## أعلام
- هاري جونز
- ريتشارد آركرايت
- غوردون ميلن
- جوزيف ديلاني
- توم فيني
- سام جونستون
- ليلي بار
- جاك وارنر
- سامي تايلور
- فرانك وارد